# Grallaria urraoensis
Grallaria urraoensis là một loài chim trong họ Grallariidae.